# Vereinssynagoge Müllnergasse

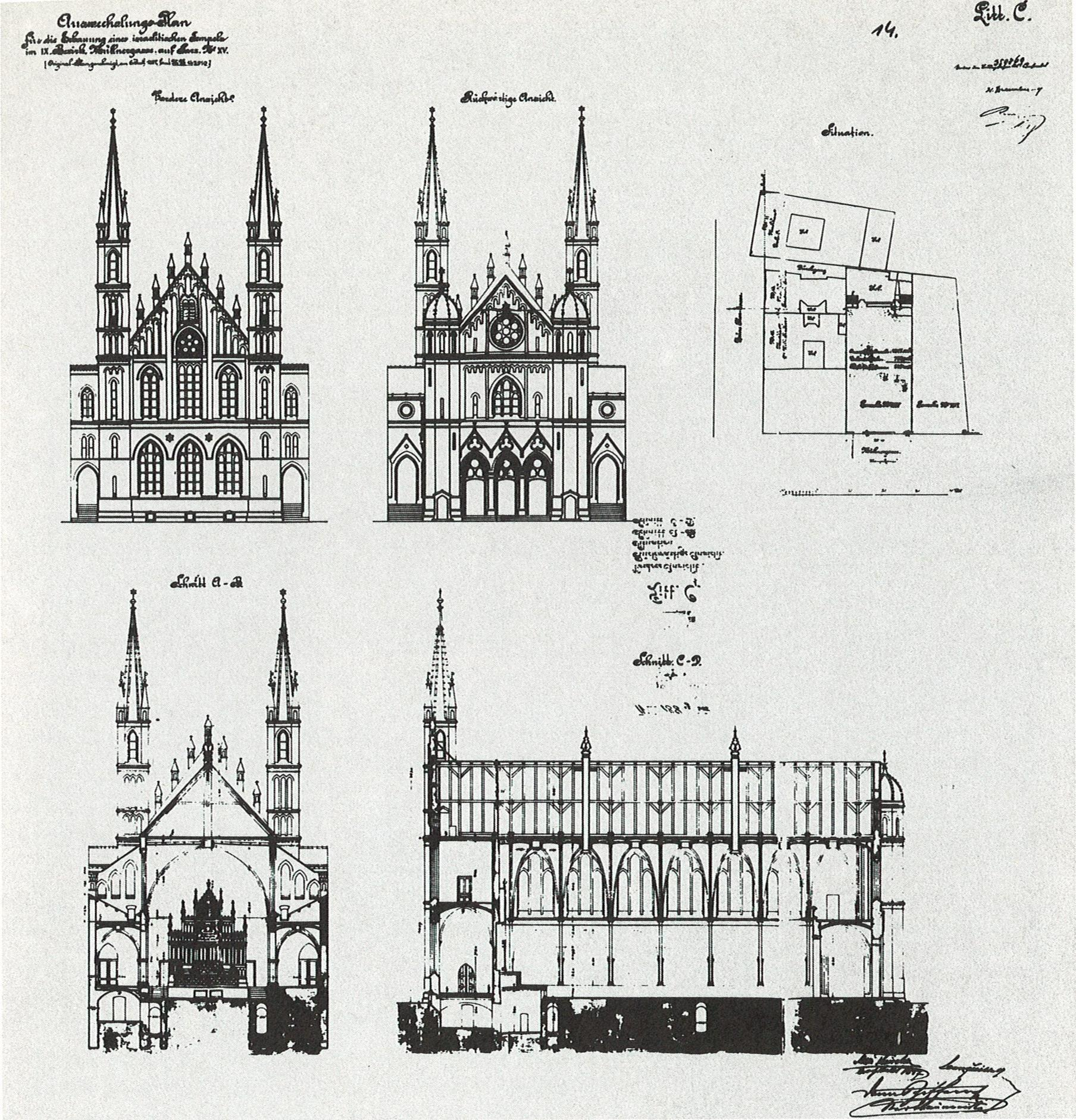
Baupläne der Vereinssynagoge Müllnergasse von Max Fleischer

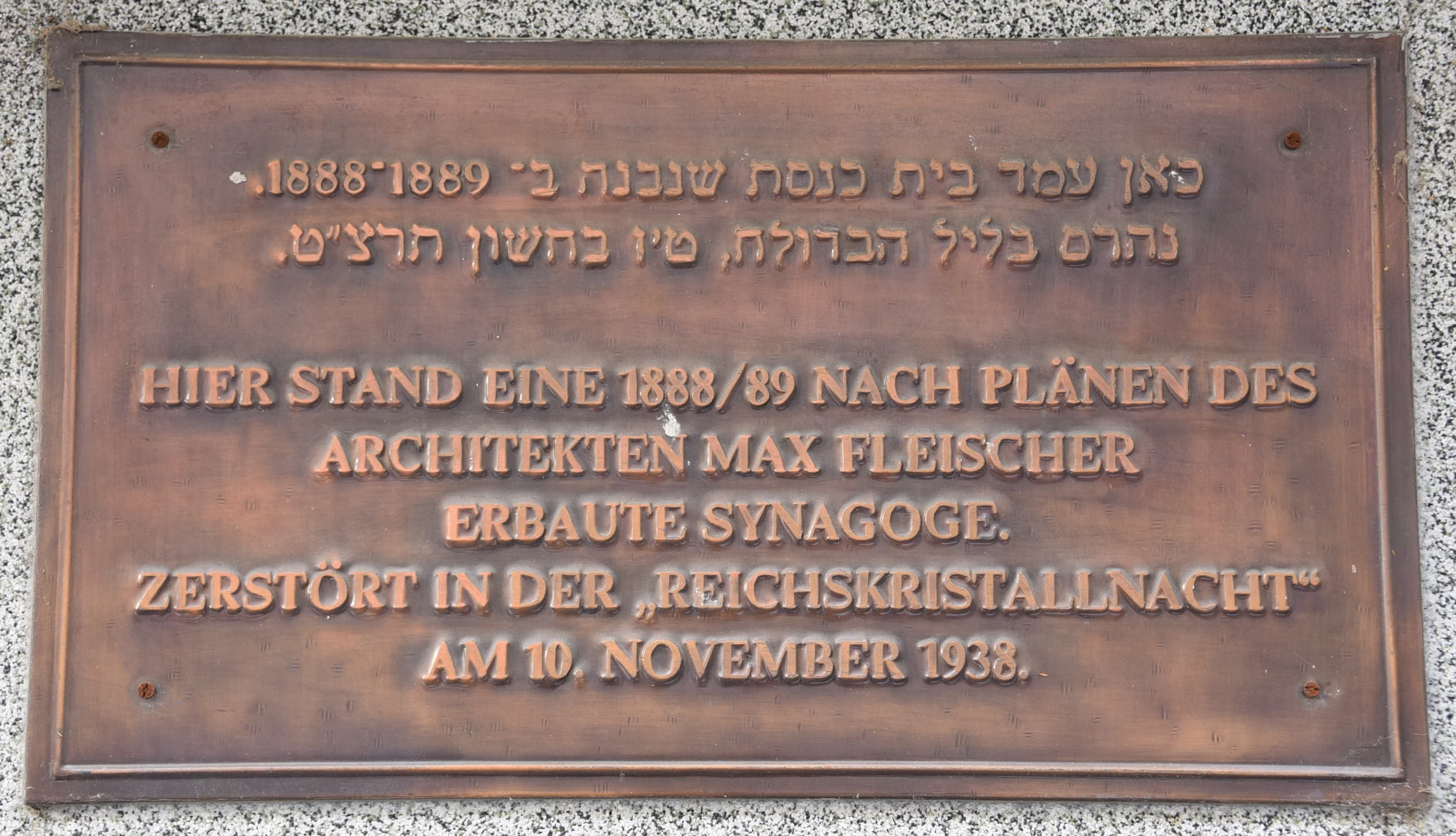
Gedenktafel

Die Vereinssynagoge Müllnergasse war eine Synagoge im 9. Wiener Gemeindebezirk Alsergrund. Sie wurde in den Jahren 1888/89 in der Müllnergasse 21 (Roßau) nach Plänen von Max Fleischer errichtet und in der Pogromnacht 1938 zerstört.

## Geschichte
Die Synagoge Müllnergasse wurde 1888/89 nach Plänen des Architekten Max Fleischer errichtet. Während der Novemberpogrome in der Nacht vom 9. auf den 10. November 1938 wurde der Tempel von einer Gruppe SS-Leute unter der Führung von Otto Skorzeny in Brand gesteckt. Der Anwesende Tempeldiener Max Ullmann wurde bei diesem Vorgehen schwer misshandelt. Skorzeny ging dabei nach einer Liste der Gestapo, Referat II G vor. Erst sechzehn Jahre später kam es in dieser Angelegenheit zu einem Gerichtsprozess, bei dem Zeugen jedoch bezirksfremde Männer und Burschen ohne Uniform für die Tat verantwortlich machten.

## Bauwerk
Die Synagoge in der Müllnergasse wurde zwischen zwei Wohngebäuden in der Müllnergasse errichtet. Da die Außenfassade zur Müllnergasse gleichzeitig die Ostseite mit dem Allerheiligsten bildete, lag der Haupteingang der Synagoge in der Grünentorgasse 13. In der Müllnergasse lagen hingegen zwei Nebeneingänge. Äußerlich war die Synagoge von ihrer Doppelturmfassade mit zwei 35 Meter hohen, spitz zulaufenden Türmen und einer gotischen Fassade im Ziegelrohbau geprägt. Das Innere der Synagoge war dreischiffig angelegt, wobei die Frauen nicht in einer Empore untergebracht wurden, sondern in den um sechs Stufen angehobenen Seitenschiffen. Das Mittelschiff bot dabei 322 Sitze für Männer, die Seitenschiffe 248 Sitze für Frauen. Die Wände des Mittelschiffes wurden von sechs Spitzgurtenbogen auf gusseisernen Pfeilern getragen und beinhalteten große Maßwerkfenster, die das Sonnenlicht in das Innere leiteten. Die Decke schmückte eine bemalte und vergoldete Zinkverkleidung aus getriebenem Zinkblech.